# أليس كويبرس
أليس كويبرس (بالإنجليزية: Alice Kuipers) (1979، لندن في المملكة المتحدة)؛ كاتِبة مُتخصِّصة في أدب الأطفال وروائية بريطانية. درست في جامعة مانشستر.